# カイアッツォ
カイアッツォ（伊: Caiazzo）は、イタリア共和国カンパニア州カゼルタ県にある、人口約5,100人の基礎自治体（コムーネ）。

## 地理

### 位置・広がり

#### 隣接コムーネ
隣接するコムーネは以下の通り。括弧内のBNはベネヴェント県所属を示す。
- アルヴィニャーノ
- カステル・カンパニャーノ
- カステル・ディ・サッソ
- カステル・モッローネ
- リーベリ
- リマートラ (BN)
- ピアーナ・ディ・モンテ・ヴェルナ
- ルヴィアーノ

### 気候分類・地震分類
カイアッツォにおけるイタリアの気候分類 (it) および度日は、zona D, 1446 GGである。
また、イタリアの地震リスク階級 (it) では、zona 2 (sismicità media) に分類される。

## 姉妹都市
- オホテンドゥング（ドイツ語版）、ドイツ

## 文化・観光
「スローシティ」加盟都市である。